# Gradonachalstvo
gradonachalstvo (tiếng Nga: градоначальство) là một thực thể lãnh thổ hành chính đặc biệt của Đế quốc Nga gồm có một thành phố và lãnh thổ lân cận nó, nằm dưới quyền quản lý của một chức quan gradonachalnik, trực thuộc Tổng tỉnh và Bộ Nội vụ, thay vì thống đốc dân sự.
Gradonachalstvo là tiền thân của các thành phố quan trọng khu vực. Việc thành lập các chính quyền tự quản đô thị như vậy bắt đầu vào thế kỷ 19.
- Taganrog (1802–1887)
- Odessa (1803–1838, 1856–1920)
- Feodosiya (1804–1829)
- Kerch-Yenikale (1821–1920)
- Izmail (1830–1835)
- Kyakhta (1851–1863)
- Derbent (1860–1863)
- Sevastopol (1872–1920), năm 1805–1864 thuộc tỉnh chiến tranh Mykolaiv
- Saint Petersburg (1873)
- Dalniy (1899–1905)
- Nikolayev (1900–1917), năm 1805–1900 là một tỉnh chiến tranh riêng biệt
- Moscow (1905)
- Baku (1906)
- Yalta (1914–1917)

Các gradonachalstvo Saint Petersburg và Odessa hình thành các huyện lãnh thổ đặc biệt vì cả hai duma thành phố đều sử dụng quyền của hội đồng huyện (zemstvo) và bầu các đại biểu cho hội đồng lãnh thổ tỉnh.
Thành phố Dalniy được Trung Quốc cho thuê theo Công ước Nga-Trung năm 1898 trong 25 năm. Nó bị mất vào tay Nhật Bản trong Chiến tranh Nga-Nhật năm 1905.
Tỉnh Moskva được thành lập vào năm 1709. Năm 1727, có thêm một chức vụ chỉ huy trưởng tồn tại cho đến năm 1797 và giám sát thống đốc Moskva. Năm 1797, chức vụ chỉ huy trưởng được chuyển thành thống đốc quân sự (từ năm 1816 - tổng đốc quân sự) và năm 1865 thành tổng đốc giống như tồn tại trên toàn đế chế. Năm 1905, một vị trí bổ sung khác đã được lập ra để quản lý độc quyền thành phố Moskva là gradonachalnik trực thuộc Tổng đốc Moskva.